# Jennifer Gatti
Jennifer Gatti (* 4. Oktober 1968 in Manhattan, New York City) ist eine US-amerikanische Schauspielerin.

## Leben
Gatti ist bekannt für ihre Fernsehserienrollen Dinah Morgan in Springfield Story (1986–1987), Ba’el in Raumschiff Enterprise – Das nächste Jahrhundert (1993), der HIV-positiven Keesha Winters in Schatten der Leidenschaft (1995–1996) und Mrs. Deets in  Vice Principals (2016–2017). Zu den Filmen, in denen sie spielte, gehören Albert Pyuns Science-Fiction-Film Nemesis (1992), Albert Magnolis Actionfilm Geballte Fäuste (1993) und Claudia Hoovers Krimidrama Double Exposure – Blutige Enthüllung (1994). Als Teenager trat sie in dem Musikvideo von Bon Jovis Song Runaway auf.

## Filmografie
- 1983: Search for Tomorrow (Fernsehserie)
- 1986–1987: Springfield Story (Guiding Light, Fernsehserie)
- 1990: Full House (Fernsehserie, eine Folge)
- 1991: CBS Schoolbreak Special (Fernsehserie, eine Folge)
- 1991: Doogie Howser, M.D. (Fernsehserie, eine Folge)
- 1991: Die wahren Bosse – Ein teuflisches Imperium (Mobsters)
- 1992: Die Verschwörer (Dark Justice, Fernsehserie, eine Folge)
- 1992: Heiße Scheine (We’re Talkin’ Serious Money)
- 1992: Cheers (Fernsehserie, eine Folge)
- 1992: Küss mich, Kleiner! (Flying Blind, Fernsehserie, eine Folge)
- 1992: Nemesis
- 1993: Raumschiff Enterprise – Das nächste Jahrhundert (Star Trek: The Next Generation, Fernsehserie, 2 Folgen)
- 1993: Geballte Fäuste (Street Knight)
- 1994: Double Exposure – Blutige Enthüllung (Double Exposure)
- 1995: Emergency Room – Die Notaufnahme (ER, Fernsehserie, eine Folge)
- 1995: Star Trek: Raumschiff Voyager (Star Trek: Voyager, Fernsehserie, eine Folge)
- 1995–1996: Schatten der Leidenschaft (The Young and the Restless, Fernsehserie)
- 1996: Cosby (Fernsehserie, eine Folge)
- 1997: Viper (Fernsehserie, eine Folge)
- 1997: Things That Go Bump (Fernsehfilm)
- 1999: No Escape – Der Kampf mit der Bestie (Millennium Man, Fernsehfilm)
- 2000: Blood Money (Fernsehfilm)
- 2002: The Ten Rules (Kurzfilm)
- 2002: Lady Cops – Knallhart weiblich (The Division, Fernsehserie, eine Folge)
- 2004: Navy CIS (NCIS, Fernsehserie, eine Folge)
- 2004: CSI: Vegas (CSI: Crime Scene Investigation, Fernsehserie, eine Folge)
- 2005: CSI: Miami (Fernsehserie, eine Folge)
- 2005: JAG – Im Auftrag der Ehre (JAG, Fernsehserie, eine Folge)
- 2005: Surface – Unheimliche Tiefe (Surface, Fernsehserie, eine Folge)
- 2006: One Tree Hill (Fernsehserie, eine Folge)
- 2010, 2013: Drop Dead Diva (Fernsehserie, 2 Folgen)
- 2014: Devious Maids – Schmutzige Geheimnisse (Devious Maids, Fernsehserie, eine Folge)
- 2015: Finding Carter (Fernsehserie, eine Folge)
- 2016: Nashville (Fernsehserie, eine Folge)
- 2016–2017: Vice Principals (Fernsehserie, 11 Folgen)
- 2017: Outcast (Fernsehserie, eine Folge)
- 2017: Daytime Divas (Fernsehserie, 2 Folgen)
- 2019: Swamp Thing (Fernsehserie, eine Folge)
- 2019: Atlanta Medical (Fernsehserie, eine Folge)
- 2019: Indolence (Kurzfilm)